# Kea
För andra betydelser, se Kea (olika betydelser).
Kea (Nestor notabilis) är en av två arter papegoja i släktet Nestor. Den är delvis nattaktiv och endemisk för bergen på Nya Zeeland. Kean är den enda papegoja som kan leva i alpina områden och den är också den enda arten av papegoja som anfaller och dödar andra ryggradsdjur, även om detta är ganska sällsynt och troligen endast sker med sjuka eller fångade djur. Den är också känd som intelligent, aktiv och lekfull.

## Utseende
Båda könen är mörkgrönt färgade, med ljusare fjädrar på bröst, buk och rygg. Dess undre vingtäckare och övergump är klart röda, vilket främst syns när de flyger. Deras vingpennor är mörkare och skimrar i blått. Hos gamla fåglar är näbben och orbitalringen mörk. Det enda skillnaden i utseende mellan könen är näbben, där hanen har en större och längre böjd övernäbb. Hanarna är vanligen också något större, och väger i genomsnitt 5 % mer. En lätt hane kan dock väga mindre än en tung hona. 

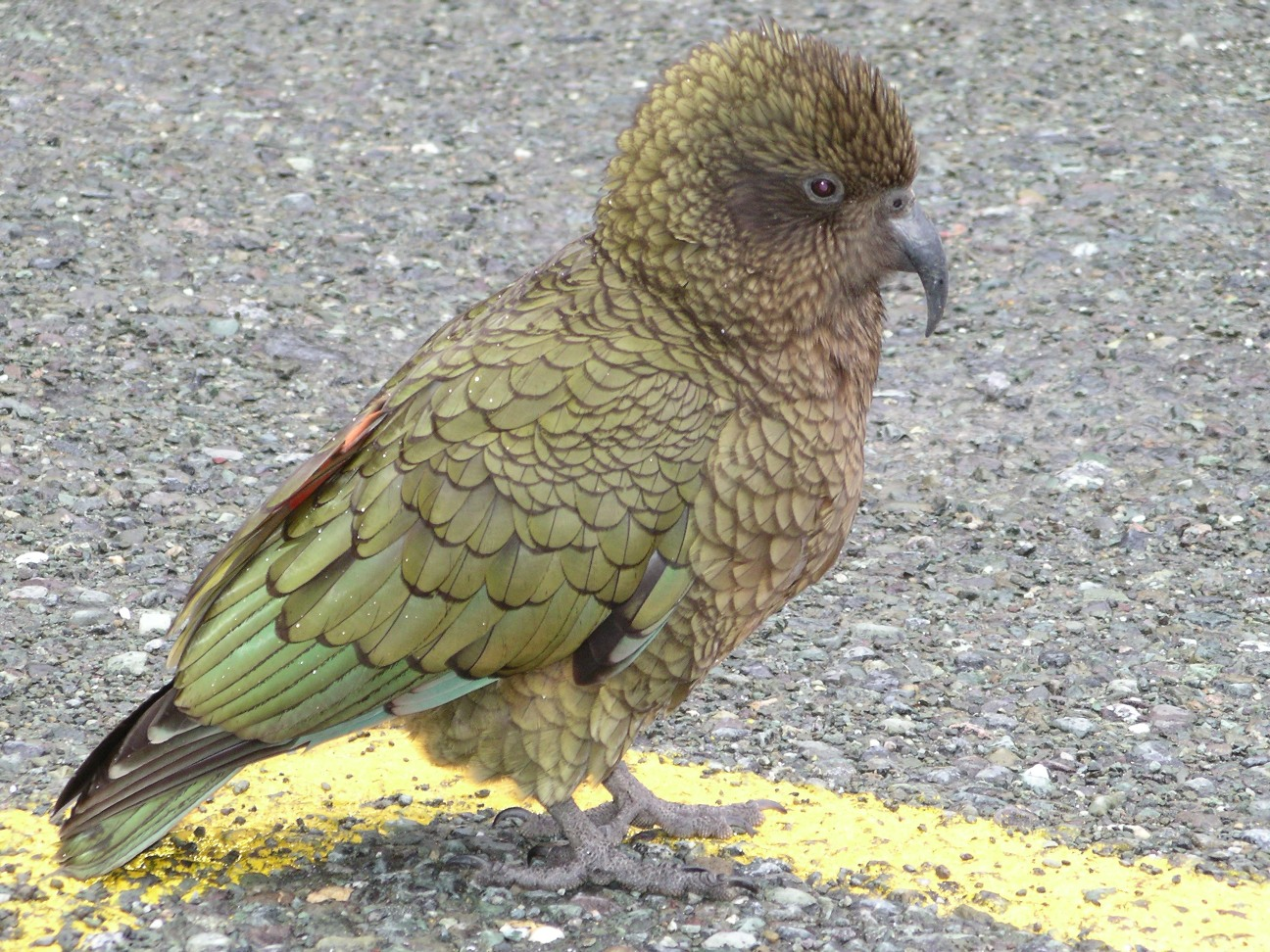
Adult hane.

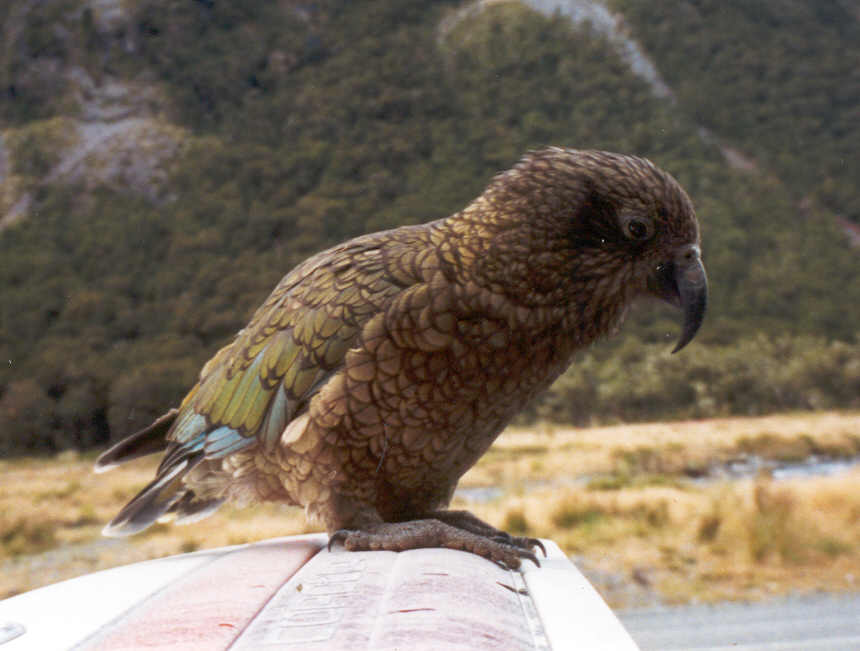
Keor är nyfikna fåglar som gärna undersöker och kan göra skada på bilar.

Juvenilen har gul orbitalring, vaxhud och näbb och gulaktiga fjädrar på hjässan. De anlägger vanligen sin adulta fjäderdräkt vid omkring 18 månaders ålder, men det kan ta upp till 4 år innan de helt förlorar sin gula orbitalring.

## Utbredning
Kean är endemisk för Sydön i Nya Zeeland och den återfinns i Sydalperna från Golden Bay till Puysegur Point.

## Ekologi
Keor är kraftfulla flygare som kan flyga upp från botten av en dal till bergets snögräns på några minuter. De kan lätt korsa 15–20 kilometer breda dalgångar på drygt en halvtimme och är särskilt skickliga på att glida på bergsvindar. Keor är mycket lekfulla, läraktiga och brukar roa de människor som ser dem genom sina akrobatiska rörelser. Keorna ägnar mest tid åt lek av alla fågelarter. En stor del av deras vardag går åt till att leka för att dels stimulera sin smarta hjärna och dels för att knyta starka band till familjemedlemmarna.

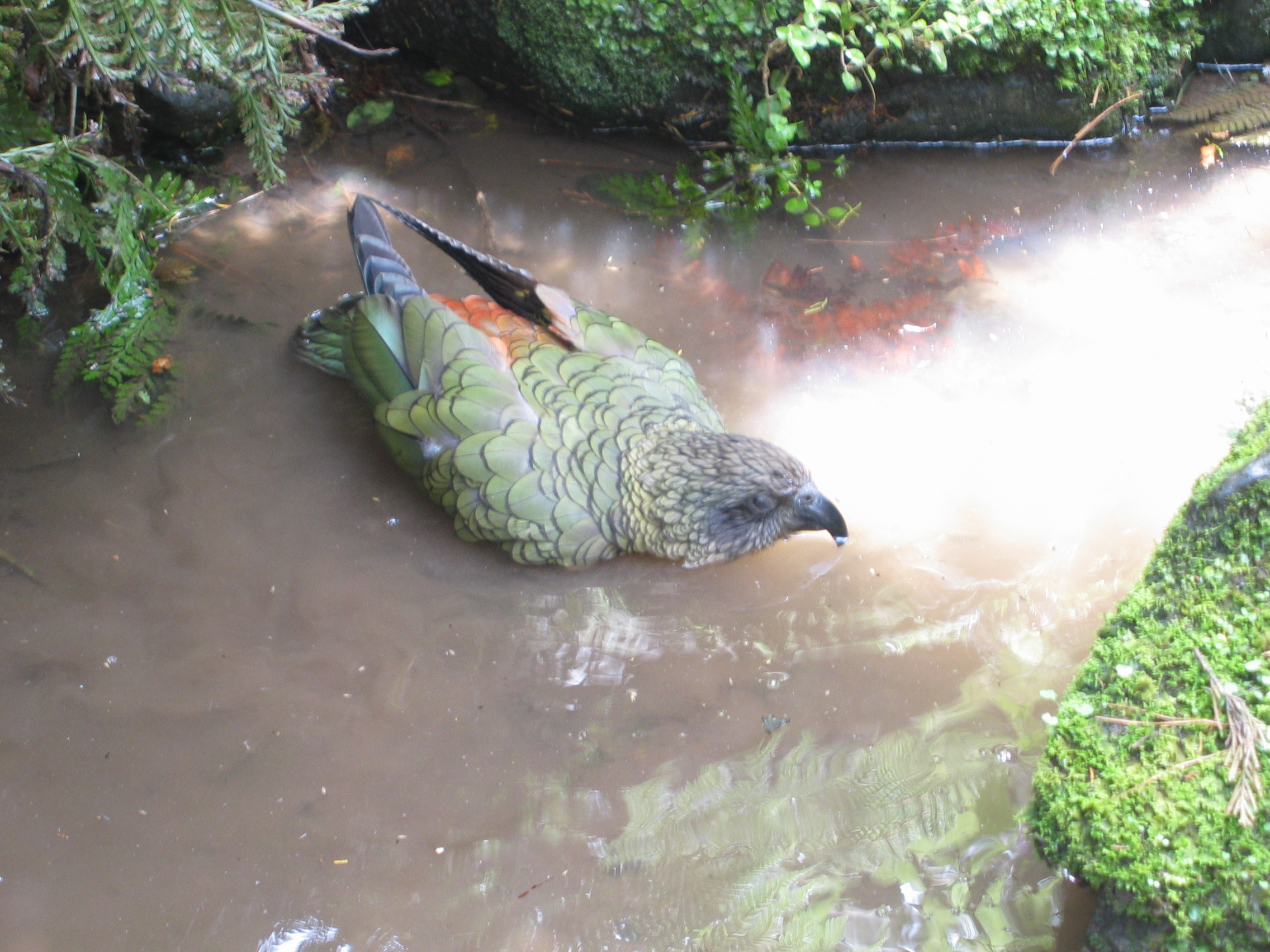
Kea som badar.

De föredrar marken framför att bo i träd. Vanligen har de sina bon i håligheter under klippor, i trädrötter eller i ihåliga trädstammar. Keor förekommer normalt i flockar om tio eller fler, och under häckningen kan unga fåglar bilda grupper på över hundra individer.
Keor kan även vara allt annat än roande. Man har tvingats att kea-säkra allt som är löst eller liknande. Keorna är nämligen riktiga vandaler. De kan öppna soptunnor, även om man lagt stenar ovanpå locket. De är otroligt smarta och behöver stimulans och det är därför inget problem för dem att flytta på dessa stenar, för att sedan komma åt belöningen som finns inuti soptunnan. 
De som inte lägger nät över sina bilar när de lämnar den, kan komma att ångra sig rejält efteråt. Keorna är nämligen där snabbt och biter på bland annat däck och annat gummi eller saker på bilen som är lösa eller går att bita loss. 
Dessa märkliga fåglar kan orsaka skador för stora värden – om man inte har kea-säkrat bilen, växtkrukorna, eller vad keorna kan få för sig att ha sönder.

### Häckning
Häckningen sker vanligen mellan juni och januari. De lägger två till fyra ägg per säsong. Dessa ruvas av honan i omkring 29 dagar. När ungarna är en månad gamla hjälper hannen till med matningen. Man har observerat polygami bland keor. Upp till fyra honor kan dela på en hanne.

### Föda
Kean är opportun vad gäller föda. De livnär sig av löv, knoppar, frukter, insekter och kadaver. Men de kan även likt en rovfågel ta fågelungar, exempelvis gräva ur bon av liror för att komma åt ungar. De behöver fett för att överleva den stränga alpina miljön, och i skydd av mörker attackerar de får som de hackar på ryggen för att komma åt deras fett. Undersökningar har dock visat att den endast ger sig på sjuka eller skadade får, eller får som den uppfattar som avlidna. I människans närhet har de också lärt sig att leva på matrester och sopor. De kan även livnära sig på tygmaterial.

## Status och hot
Kean är nu en skyddad art, men tidigare bedrevs jakt på beställning av bönder vars får blev anfallna. Det har uppskattats att 150 000 keor dödats på detta sätt. På 1970-talet blev kean delvis skyddad, sedan man vid en inventering endast funnit 5 000 exemplar. De fick inte fullt skydd förrän 1986, då bönder övertalades att ge upp sin lagliga rätt att skjuta varje kea som gav sig på deras egendom eller boskap. I utbyte mot detta gick regeringen med på att utreda rapporter om fåglar som orsakar problem och förflytta sådana från området.
Idag tros den minskande världspopulationen bestå av endast 4 000 vuxna individer. 2017 uppgraderades dess hotstatus från sårbar till starkt hotad.